# Les Cowboys Fringants
Les Cowboys Fringants es un grupo de música quebequés de música folk, con toques de rock y country. Todos los miembros del grupo participan en la composición de la música y las letras, pero aun así, Jean-François Pauzé sobresale como el escritor principal de las letras del grupo. Políticamente el grupo destaca por su compromiso en favor de la independencia del Quebec y también por proteger el patrimonio natural del Quebec a través de una fundación creada por el grupo y del mismo nombre.

## Miembros y antiguos miembros

### Miembros actuales
- Jean-François "J-F" Pauzé (guitarra)
- Marie-Annick Lépine (violin, mandolina, acordeón, piano, banjo, etc.)
- Jérôme Dupras (bajo)

### Antiguos miembros
- Karl Tremblay (voces) - Murió el 15 de noviembre de 2023
- Dominique "Domlebo" Lebeau (batería) - Dejó el grupo el 22 de agosto de 2007 invocando razones personales.

## Discografía
- 12 Grandes chansons - (1997)
- Sur mon canapé - (1998)
- Motel Capri - (2000)
- Enfin Réunis (12 grandes chansons + Sur Mon Canapé) - (2001) -
- Break syndical y Heures supplémentaires- (2002)
- Attache ta tuque! - (2003; álbum en vivo)
- La Grand Messe - (2004)
- Les Cowboys Fringants au Grand Théâtre de Québec - (2007; album en vivo)
- Les insuccès en spectacle - (2007)
- L'expédition - (23 de septiembre de 2008)
- Sur un air de déjà vu - (14 de octubre de 2008)
- En concert au Zénith de Paris - (2009)
- Que du vent - (2011)
- Octobre - (2015)
- Les antipodes - (2019)
- Pub royal - (2024)